# Tenterden
Tenterden ist eine Kleinstadt im Borough of Ashford in der Grafschaft Kent in England. Sie liegt am Rand eines dichten Waldgebiets, das in England „The Weald“ (der Wald) genannt wird. Von Tenterden geht der Blick über das Tal des Flusses Rother. Im Jahr 2011 lebten 7.735 Einwohner auf einer Fläche von 36,19 km². Durch Tenterden führt die Fernstraße A28.

## Namensherkunft
Der Stadtname ist aus der altenglischen Benennung „Tenet Waraden“ abgeleitet und bezeichnet das Lager eines Mannes von der Insel Thanet auf einer Lichtung.

## Geschichte
Der Ort wuchs ab dem 14. Jahrhundert infolge des Aufschwungs der örtlichen wollverarbeitenden Manufakturen, der durch den Zuzug flämischer Kleidermacher bedingt war.
Gegenüber anderen Zentren des Weald-Gebiets hatte Tenterden den Vorteil eines eigenen Meereszugangs.
Das Bauholz aus dem Weald-Gebiet wurde für den Schiffbau verwendet. Tenterden wurde 1449 in den Kreis des Cinque-Ports-Bundes aufgenommen.
Ein großer Teil der heutigen Romney Marsh war noch nicht urbar gemacht und stand noch unter Wasser; heute ist Tenterden keine Hafenstadt mehr. Die Entfernung zum Meer beträgt etwa 20 Kilometer.

## Stadtverwaltung
Die Stadt ist zu administrativen Zwecken in vier Verwaltungsbezirke (Wards) aufgeteilt: North, South, West and St. Michaels.

## Kirchen und Kapellen

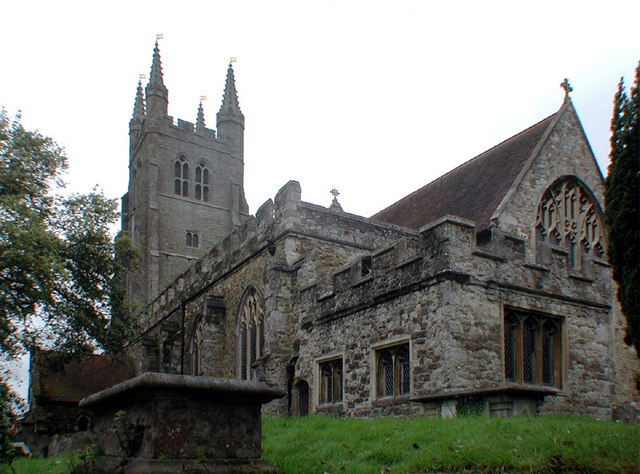
St.-Mildred-Kirche von Südosten

Es gibt zwei Pfarrkirchen, in England „parish church“ genannt:
- Der Einzugsbereich der St.-Mildred-Kirche umfasst die Innenstadt. Die Kirche stammt aus dem 12. Jahrhundert und wurde in den folgenden Jahrhunderten umfangreich erweitert. 1461 wurde der markante Kirchturm errichtet, der damals zusätzlich auch die Aufgabe eines Leuchtturms erfüllte.
- Die Kirche St. Michael wurde 1863 geweiht; die Kirchturmspitze wurde zwölf Jahre später aufgesetzt.
- Die Kapelle der Unitarier stammt aus dem Jahr 1695. Eine Gedenktafel an der Kapelle ruft in Erinnerung, dass Benjamin Franklin hier 1783 an einem Gottesdienst teilnahm, der von Joseph Priestley gehalten wurde.

## Partnerschaft
Tenterden ist mit der französischen Gemeinde Avallon durch eine Städtepartnerschaft verbunden.

## In der Stadt geboren
- Thomas Hinckley (1618–1706), Kolonialgouverneur
- James H. Osmer (1832–1912), Politiker
- David Frost (1939–2013), Journalist, Fernsehmoderator und Politsatiriker